# بیورن یوپک
بیورن یوپک (انگلیسی: Björn Jopek؛ زادهٔ ۲۴ اوت ۱۹۹۳) بازیکن فوتبال اهل آلمان است.
از باشگاه‌هایی که در آن بازی کرده‌است می‌توان به باشگاه فوتبال یونیون برلین و باشگاه فوتبال آرمینیا بیله‌فلد اشاره کرد.